# AK-103
O AK-103 é um rifle de assalto derivado do AK-74M em câmara para cartuchos M43 7,62×39mm, semelhante ao mais antigo AKM. O AK-103 pode ser equipado com uma variedade de miras, incluindo visão noturna e miras telescópicas, além de uma faca-baioneta ou um lançador de granadas. Usa componentes de plástico sempre que possível, em vez de madeira ou metal, sendo esses componentes o cabo de pistola, os guarda-mãos e a coronha.

## Detalhes do projeto

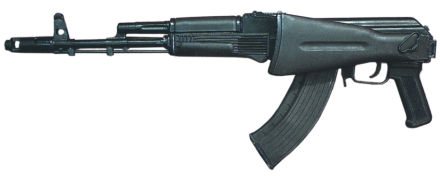
AK-103 com a coronha rebatida

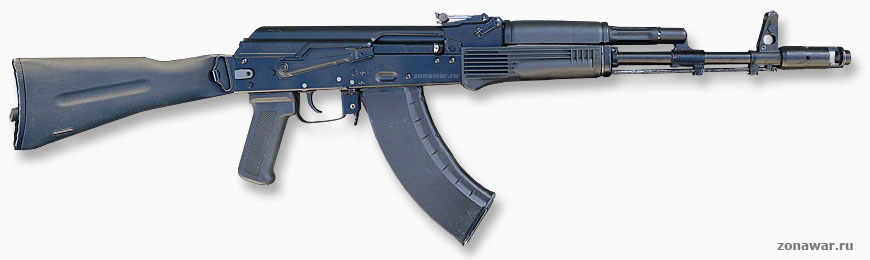
AK-103

Revestimentos protetores garantem excelente resistência à corrosão de peças metálicas. Antebraço, carregador, soleira e cabo de pistola são feitos de plástico de alta resistência.
O AK-104 é uma versão compacta do AK-103. Tem um freio de boca derivado do antigo AKS-74U combinado com um cano mais curto. Ele também tem compartimentado para munição 7,62×39mm.

## Variantes

### AK-103
Versão automática padrão para o mercado militar

### AK-103-1
Esta é uma versão semiautomática para o mercado policial e civil

### AK-103-2
Esta versão tem um recurso rajada de três tiros adicionado entre totalmente automático (АВ) e as configurações semiautomáticas totalmente ativadas (ОД) e é uma versão para o mercado de policiais e civis

### AK-103N2
Tem uma montagem para a mira noturna 1PN58

### AK-103N3
Tem uma montagem para a mira noturna 1PN51

### AK-104
Versão carabina do AK-103

### AK-103M
Versão moderna do AK-1

## Usuários
- Etiópia: A empresa Gafat Armament Engineering Complex produz o AK-103 na Etiópia, substituindo o AKM nas fileiras do Exército Etíope.
- Índia A Rosobronexport, exportadora oficial de armas da Rússia está negociando a fabricação sob licença do AK-103 na India, pela Ordnance Factory Board.
- Rússia Utilizado por vários grupos de operações especiais policiais e militares. É utilizado limitadamente pelo Exército Russo
- Venezuela: Fabricado sob licença pela CAVIM (Compañía Anónima Venezolana de Industrias Militares), substituindo o FN FAL (também fabricado sob licença pela CAVIM) das linhas do Forças Armadas da Venezuela.